# Teatro Circo (Albacete)
El Teatro Circo és una sala de teatre d'Albacete, (Castella - la Manxa), situada al carrer d'Isaac Peral i inaugurada el 7 de setembre de 1887. Les obres van ser dirigides per l'arquitecte Juan Peyronnet. L'aforament era de 1.188 localitats per als espectacles teatrals i 1.292 per als espectacles circenses. El teatre també va acollir l'esdeveniment cinematogràfic. Quan el seu últim empresari, José López Olivas, es va jubilar, el teatre va tancar les portes el 2 de gener de 1986.
Posteriorment, el 30 de juny de 1993, va ser adquirit per l'Ajuntament d'Albacete. Les obres de rehabilitació van començar el juliol de 1999. La seva reinauguració fou el 9 de setembre de 2002.